# 浅野茂隆
浅野 茂隆（あさの しげたか、1943年2月7日 - 2020年8月12日）は、日本の医学者。東京大学名誉教授、早稲田大学名誉教授。血液内科、遺伝子治療研究の第一人者。医学博士（東京大学、1968年）。
宇部興産（現：UBE）初代社長であった俵田明は母方の祖父。宇部興産専務取締役・富士車輌社長であった浅野正敏は父。宇部興産専務執行役員であった浅野正之は兄。山口県宇部市出身。2020年8月12日、死去。叙従四位。

## 略歴

### 学歴
- 1961年　山口県立宇部高等学校卒業
- 1968年　東京大学医学部卒業
- 1978年　東京大学（医学博士）学位論文の題は「Demonstration of granulopoietic factor(s) in the plasma of nude mice transplanted with a human lung cancer and in the tumor tissue(ヒト肺癌移植ヌードマウスの血中及びその癌組織中の顆粒球増生因子の証明)」[5]。

### 職歴
- 1990年　東京大学医科学研究所先端医療研究センター分子療法分野（旧病態薬理）教授
- 1994年　東京大学医科学研究所附属病院病院長
- 2000年　東京大学医科学研究所先端医療研究センター長
- 2004年　早稲田大学理工学術院特任教授、東京大学名誉教授
- 2014年　退任

## 受賞等
- 1990年 ベルツ賞1等賞
- 1993年 日経BP賞
- 2004年 文部大臣賞
- 2017年11月 瑞宝小綬章[6]

## 公職等
- 日本学術会議委員（第18期）
- 厚生労働省薬事・食品衛生審議会専門委員

他